# Предешть (комуна)
Предешть, Предешті (рум. Predești) — комуна у повіті Долж в Румунії. До складу комуни входять такі села (дані про населення за 2002 рік):
- Бучикань (7 осіб)
- Предешть (1978 осіб)
- Предештій-Міч (24 особи)

Комуна розташована на відстані 198 км на захід від Бухареста, 17 км на захід від Крайови.

## Населення
За даними перепису населення 2002 року у комуні проживали 3484 особи. Усі жителі комуни рідною мовою назвали румунську.
Національний склад населення комуни:
| Національність | Кількість осіб | Відсоток |
| -------------- | -------------- | -------- |
| румуни         | 3442           | 98,8%    |
| цигани         | 42             | 1,2%     |

Склад населення комуни за віросповіданням:
| Релігія       | Кількість осіб | Відсоток |
| ------------- | -------------- | -------- |
| православні   | 3480           | 99,9%    |
| римо-католики | 1              | < 0,1%   |
| адвентисти    | 1              | < 0,1%   |
| унітарії      | 1              | < 0,1%   |